# Кридит
Кридит — минерал, сложный фторид кальция и алюминия.

## Свойства
В состав минерала входят Ca — 24,43 %, Al — 10,96 %, F — 30,88 %, SO3 — 16,26 %, H2O — 10,97 %.
Впервые был обнаружен горными инженерами Ларсеном и Уэльсом в 1916 г. на территории штата Колорадо (США) на шахте Fluorspar Co. Mine близ Wagon Wheel Gap. Минерал получил название по имени квадранта топографической карты англ. Creede Quadrangle, в котором шахта была расположена. Кридит обычно образует срастания из мелких кристаллов, часто они собраны в друзы, а также радиально-лучистые и параллельные сростки. Любопытный вид имеют сферолиты кридита, внешне напоминающие свернувшихся клубками «каменных ежей». Кристаллы кридита бесцветны или имеют бледно-лиловый, светло-оранжевый, розоватый оттенок. Своим цветом кристаллы кридита порой напоминают адамин с повышенным содержанием кобальта. Примеси оксидов железа придают кридиту буровато-жёлтый или красноватый оттенок, а следы нонтронита - зеленоватый отлив. В ультафиолетовых лучах кристаллы кридита испускают бледное голубовато-белое свечение. Помимо Колорадо месторождения кридита обнаружены на территории Мексики, Боливии, Казахстана и в России (Забайкалье).